# 哈里·弗赖伊
哈里·弗赖伊（英語：Harry Fry，1905年9月13日—1985年），加拿大男子赛艇运动员。他曾代表加拿大参加1932年和1936年夏季奥林匹克运动会赛艇比赛，其中1932年奥运会获得一枚铜牌。